# Hammaptera improbaria
Hammaptera improbaria är en fjärilsart som beskrevs av William Schaus 1901. Hammaptera improbaria ingår i släktet Hammaptera och familjen mätare. Inga underarter finns listade i Catalogue of Life.